# 프리드리히 프란츠 2세
프리드리히 프란츠 2세(Frederick Francis II, 1823년 2월 28일 ~ 1883년 4월 15일)는 1842년 3월 7일부터 1883년 4월 15일까지 메클렌부르크슈베린의 프로이센 장교이자 대공이었다.